# نیاز (عنوان)
نیاز یا نز (кнѧзь) یک عنوان تاریخی اسلاوی است که به عنوان عنوان سلطنتی یا اشرافی در زمان‌های مختلف در سرزمین‌های اسلاوی به کار رفته‌است. این عنوان در زبان فارسی به عنوان شاهزاده یا دوک برگردانده می‌شود. این عنوان در اصل از واژهٔ نیاژرمنی kuningaz به معنای پادشاه آمده‌است.

## نام‌شناسی
این واژه در نهایت هم‌خانوادهٔ واژهٔ انگلیسی king به معنای پادشاه، König در زبان آلمانی و konung در زبان سوئدی است. شکل آن در زبان نیااسلاوی به صورت кнѧзь، kŭnędzĭ بوده‌است؛ اسلاوی کلیسایی: кънѧѕь، kŭnędzĭ؛ بلغاری: княз، knyaz; اسلاوی شرقی باستان: князь، knyazĭ؛ لهستانی: książę؛ چکی: kníže; اسلواکی: knieža و غیره. به‌طور کلی در نظر گرفته می‌شود که نیاز یک وام‌واژه از kuningaz در زبان نیاژرمنی باشد.

## قرون وسطی
معنی این اصطلاح در طول تاریخ تغییر کرده‌است. نیاز در ابتدا این عنوان برای مشخص نمودن رئیس قبیلهٔ یک قبیلهٔ اسلاوی به کار برده می‌شد. سپس، با توسعهٔ دولت‌های فئودال، نیاز عنوان حاکم یک دولت شد؛ برای نمونه در میان اسلاوهای خاوری (روسی: княжество (knyazhestvo), اوکراینی: князівство، آوانگاری: kniazivstvo) در دولت روس کیف. در منابع قرون وسطایی لاتین این عنوان به شکل رکس یا دوکس ارائه شده‌است. در بلغارستان، بوریس یکم بلغارستان پس از تغییر دین به مسیحیت عنوان خود را به نیاز تغییر داد اما پسرش سیمئون یکم در سال ۹۱۳ عنوان بالاتر تزار را گرفت. در روس کی‌یف، با رشد میزان مرکزگرایی، حاکم عنوان ولیکی نیاز (Великий Князь) را به خود منصوب کرد که به معنای شاهزاده بزرگ یا دوک بزرگ است.
هنگامی که روس کی‌یف در سدهٔ سیزدهم متلاشی شد، عنوان نیاز همچنان در کشورهای اسلاوی شرقی، از جمله کی‌یف، چرنیهیف، نووگورود، پریاسلاف، ولادیمیر-سوزدال، دوک‌نشین بزرگ مسکو، تور، پادشاهی گالیسیا-وولینیا و همچنین در دوک‌نشین بزرگ لیتوانی به کار برده می‌شد.